# Bleicherbach (Donau)
Der Bleicherbach, im Oberlauf auch Gusenbach, ist ein linker Nebenfluss der Donau in Oberösterreich.

## Verlauf
Der Bleicherbach entspringt südwestlich der Gis, nördlich der Ebengasse in der Gemeinde Lichtenberg (Oberösterreich). Er fließt in südlicher, dann südwestlicher Richtung bei Neulichtenberg, Amberg und Schlagberg bis Niederottensheim-Dürnberg, wo er in die Donau mündet. Durch das Bleicherbachtal verläuft ein beliebter Wanderweg von Ottensheim auf die Koglerau und die Gis.

## Trivia
Der Bleicherbach, mühlviertlerisch Bloacherbach, ist namensgebend für die aus dieser Region stammende um Klaus Karl gebildete Volksmusikgruppe Bloacherbach-Trio.